# Liste der Baudenkmäler in Lappersdorf
Auf dieser Seite sind die Baudenkmäler in dem Oberpfälzer Markt Lappersdorf zusammengestellt. Diese Tabelle ist eine Teilliste der Liste der Baudenkmäler in Bayern. Grundlage ist die Bayerische Denkmalliste, die auf Basis des Bayerischen Denkmalschutzgesetzes vom 1. Oktober 1973 erstmals erstellt wurde und seither durch das Bayerische Landesamt für Denkmalpflege geführt wird. Die folgenden Angaben ersetzen nicht die rechtsverbindliche Auskunft der Denkmalschutzbehörde.
 Die Liste gibt den Fortschreibungsstand vom 24. Februar 2018 wieder und umfasst 26 Baudenkmäler.

## Baudenkmäler nach Ortsteilen

### Lappersdorf
| Lage                                              | Objekt                                                       | Beschreibung | Akten-Nr.     | Bild                                                         |
| ------------------------------------------------- | ------------------------------------------------------------ | --- | ------------- | ------------------------------------------------------------ |
| Aussichtsweg 17 (Standort)                        | Wegkreuz mit achteckigem Sockel und Säule mit Würfelkapitell | Neuromanisch, 1875. | D-3-75-165-1  | Wegkreuz mit achteckigem Sockel und Säule mit Würfelkapitell |
| Kirchberg 2 (Standort)                            | Katholische Pfarrkirche Mariä Himmelfahrt                    | Saalbau im Typus einer Chorturmkirche, mit Flankenturm, 1930 von Georg Holzbauer, unter Beibehaltung des mittelalterlichen Turms; mit Ausstattung.                    | D-3-75-165-2  | weitere Bilder                                               |
| Pielmühler Straße (Standort)                      | Kreuzstein                                                   | Kreuzrelief in lateinischer Form, wohl spätmittelalterlich. | D-3-75-165-25 | Kreuzstein                                                   |
| Pielmühler Straße (Standort)                      | Steinkreuz mit Dreinageltypus auf Inschriftsockel            | 1513 als Jagdgrenzstein errichtet, 1694 restauriert. | D-3-75-165-24 | Steinkreuz mit Dreinageltypus auf Inschriftsockel            |
| Pielmühler Straße (Standort)                      | Wegkapelle, sogenannte Bärenwirts-Kapelle                    | Satteldachbau mit stichbogigem Eingang, 18. Jahrhundert. | D-3-75-165-3  | Wegkapelle, sogenannte Bärenwirts-Kapelle                    |
| Regensburger Straße (Standort)                    | Zugehöriger Keller                                           | Oberbau Bruchsteinmauerwerk mit rundbogigem Eingang, bezeichnet 1602, und giebelständigem Holzaufbau mit vorkragendem Flachsatteldach, wohl Ende 19. Jahrhundert.     | D-3-75-165-4  | Zugehöriger Keller                                           |
| Regensburger Straße (beim Kapellenweg) (Standort) | Wegkapelle, sogenannte Busl-Kapelle                          | Giebelständiger Satteldachbau mit Putzgliederungen, neugotisch, bezeichnet 1894.                                                                                      | D-3-75-165-6  | weitere Bilder                                               |
| Regensburger Straße 6 (Standort)                  | Wohnhaus, sogenanntes Zeitler-Haus                           | Zweigeschossiger und traufständiger Steildachbau mit geknickter Fassade; stichbogige Hofeinfahrt und Kapellennische mit Giebeldreieck und Pietà; 18./19. Jahrhundert. | D-3-75-165-5  | Wohnhaus, sogenanntes Zeitler-Haus                           |

### Aschach
| Lage                 | Objekt                             | Beschreibung                                             | Akten-Nr.    | Bild           |
| -------------------- | ---------------------------------- | -------------------------------------------------------- | ------------ | -------------- |
| Aschach 1 (Standort) | Katholische Kapelle St. Wenzeslaus | Saalbau mit eingezogenem Chor, 1473/74; mit Ausstattung. | D-3-75-165-7 | weitere Bilder |

### Baiern
| Lage                     | Objekt                    | Beschreibung                                                                                       | Akten-Nr.     | Bild                      |
| ------------------------ | ------------------------- | -------------------------------------------------------------------------------------------------- | ------------- | ------------------------- |
| Stadtwegäcker (Standort) | Marterl                   | Dreinageltypus mit Maria, Gusseisen, auf Sockel mit geschweiftem Kopf, Sandstein, bezeichnet 1861. | D-3-75-165-22 | Marterl                   |
| Stadtwegäcker (Standort) | Wegkreuz mit Arma Christi | Holz, zweite Hälfte 19. Jahrhundert.                                                               | D-3-75-165-8  | Wegkreuz mit Arma Christi |

### Hainsacker
| Lage                      | Objekt                              | Beschreibung | Akten-Nr.     | Bild                   |
| ------------------------- | ----------------------------------- | --- | ------------- | ---------------------- |
| Pfarrstraße 11 (Standort) | Katholisches Pfarrhaus              | Zweigeschossiger und traufständiger Satteldachbau mit Werksteingliederungen, historistisch, Ende 19. Jahrhundert. | D-3-75-165-9  | Katholisches Pfarrhaus |
| Pfarrstraße 13 (Standort) | Katholische Pfarrkirche St. Ägidius | Saalbau mit eingezogenem Chor und Flankenturm mit Spitzdach und Putzgliederungen, 1737–42, Ignaz Anton Gunetzrhainer zugeschrieben, 1893–94 erweitert, Turm 1900; mit Ausstattung; Kirchhofmauer mit rundbogigem Tor, 16. Jahrhundert. | D-3-75-165-10 | weitere Bilder         |

### Harreshof
| Lage                 | Objekt     | Beschreibung                                           | Akten-Nr.     | Bild       |
| -------------------- | ---------- | ------------------------------------------------------ | ------------- | ---------- |
| Hochgrain (Standort) | Steinkreuz | Griechische Form, Sandstein, wohl spätmittelalterlich. | D-3-75-165-26 | Steinkreuz |

### Kareth
| Lage                                                             | Objekt                                                                | Beschreibung | Akten-Nr.     | Bild                                                                  |
| ---------------------------------------------------------------- | --------------------------------------------------------------------- | --- | ------------- | --------------------------------------------------------------------- |
| Bergstraße 48 (Standort)                                         | Grenzstein Nr. 3 zwischen den Landgerichten Lengenfeld und Stadtamhof | Stele, Sandstein, 1505. | D-3-75-165-11 | Grenzstein Nr. 3 zwischen den Landgerichten Lengenfeld und Stadtamhof |
| Hauptstraße 88 (Standort)                                        | Katholische Pfarrkirche St. Elisabeth                                 | Saalbau mit eingezogenem Chor und Flankenturm mit Spitzdach und Pilastergliederungen, neuromanisch, 1900–01 von Johann Baptist Schott; mit Ausstattung. | D-3-75-165-12 | Katholische Pfarrkirche St. Elisabeth                                 |
| Tremmelhauser Straße 28 (Standort)                               | Friedhofskreuz                                                        | Durchbrochenes Kreuz mit Viernageltypus auf Inschriftsockel, Gusseisen, bezeichnet mit 1900.                                                            | D-3-75-165-23 | Friedhofskreuz                                                        |
| Auf der Hölling (nordwestlich des Ortes auf dem Feld) (Standort) | Grenzstein Nr. 5 zwischen den Landgerichten Lengenfeld und Stadtamhof | Stele mit Initialen, Sandstein, 1505. | D-3-75-165-13 | Grenzstein Nr. 5 zwischen den Landgerichten Lengenfeld und Stadtamhof |

### Lorenzen
| Lage                                                                            | Objekt                                  | Beschreibung | Akten-Nr.     | Bild                                    |
| ------------------------------------------------------------------------------- | --------------------------------------- | --- | ------------- | --------------------------------------- |
| Kirchplatz 3; Kirchplatz 7; Nähe Kirchplatz; Nähe Regendorfer Straße (Standort) | Katholische Filialkirche St. Laurentius | Saalbau mit eingezogenem Chor und Flankenturm mit Spitzdach, 18. Jahrhundert, Turm und Sakristei wohl 16./17. Jahrhundert; mit Ausstattung; Friedhofsmauer, 18. Jahrhundert, zum Teil erneuert. | D-3-75-165-14 | Katholische Filialkirche St. Laurentius |

### Oppersdorf
| Lage                              | Objekt                                    | Beschreibung                                                                                          | Akten-Nr.     | Bild                        |
| --------------------------------- | ----------------------------------------- | --- | ------------- | --------------------------- |
| Dorfstraße 6 (Standort)           | Zugehöriger Stadel                        | Giebelständiger Satteldachbau mit stichbogiger Einfahrt, Bruchstein, 18./19. Jahrhundert.             | D-3-75-165-15 | Zugehöriger Stadel          |
| Langgasse 5 (Standort)            | Katholische Filialkirche St. Bartholomäus | Saalbau mit eingezogenem Chor und Flankenturm mit Zwiebelhaube, bezeichnet mit 1797; mit Ausstattung. | D-3-75-165-16 | weitere Bilder              |
| Nähe Wolfsegger Straße (Standort) | Wegkapelle St. Bartholomäus               | Giebelständiger Satteldachbau mit Vorplatz, bezeichnet 1768; mit Ausstattung.                         | D-3-75-165-17 | Wegkapelle St. Bartholomäus |

### Pielmühle
| Lage                             | Objekt   | Beschreibung | Akten-Nr.     | Bild     |
| -------------------------------- | -------- | --- | ------------- | -------- |
| Regendorfer Straße 24 (Standort) | Gasthaus | Zweigeschossiger Walmdachbau, Steinplatte mit Jahreszahl an Giebelseite bezeichnet 1748; historische Ausstattung in erneuerter Hofkapelle, erneuert Hälfte 18. Jahrhundert. | D-3-75-165-18 | Gasthaus |

### Rodau
| Lage             | Objekt   | Beschreibung                                                                            | Akten-Nr.     | Bild     |
| ---------------- | -------- | --------------------------------------------------------------------------------------- | ------------- | -------- |
| Rodau (Standort) | Wegkreuz | Sandsteinpfeiler mit profilierter Deckplatte und Gusseisenkreuz, Mitte 19. Jahrhundert. | D-3-75-165-19 | Wegkreuz |

### Schwaighausen
| Lage                        | Objekt                           | Beschreibung | Akten-Nr.     | Bild                             |
| --------------------------- | -------------------------------- | --- | ------------- | -------------------------------- |
| Schwaighausen 27 (Standort) | Ehemaliger Amtshof und Forsthaus | Zweigeschossiger Satteldachbau, im Kern wohl 16./17. Jahrhundert, Überformungen im 18. und 19. Jahrhundert; Stallstadel, Satteldachbau; Nebengebäude, schmaler zweigeschossiger Satteldachbau. | D-3-75-165-28 | Ehemaliger Amtshof und Forsthaus |

### Schwärz
| Lage                   | Objekt   | Beschreibung                                     | Akten-Nr.     | Bild     |
| ---------------------- | -------- | ------------------------------------------------ | ------------- | -------- |
| Schwärzhöhe (Standort) | Wegkreuz | Korpus im Dreinageltypus, Holz, 18. Jahrhundert. | D-3-75-165-20 | Wegkreuz |